# Korsør Købstadskommune
Denne artikel handler om den tidligere kommune Korsør Købstadskommune, for byen se Korsør, for kommunen mellem 1970-2007, se Korsør Kommune.
Korsør Købstadkommune var en tidligere kommune Sorø Amt.

## Administrativ historik
I 1425 fik byen sine første købstadsprivilegier af kong Erik af Pommern. Byens vigtigste funktion var og blev, at denne var overfartsted til Fyn. Den korte afstand til nabokøbstæderne Slagelse og Skælskør skabte stridigheder om fordeling af oplandet. Stridighederne fortsatte mellem de tre købstæder, og det fremgår da også af dokumenter fra 1454, at kongen indskærpede, at bønderne i Korsørs opland skulle søge mod denne.
Byen var i begyndelsen af 1300-tallet blevet flyttet ud til noret udmunding, hvor der blev opført en ny borg kaldet Korsør Slot. Det gjorde man sandsynligvis af hensyn til besejlingsforholdene. I 1369 blev Korsør Len oprettet, hvor lensmanden fik sæde på Korsør Slot. Under Kejserkrigen (1625-29) foreslog kong Christian 4., at Korsør skulle befæstes, og for at øge Korsør bys betydning, skulle Slagelse og Skælskør nedlægges. Rigsrådet afviste dog dette, men gik med til en delvis befæstelse af Korsør Slot.
I 1662 oprettedes Korsør Amt, dækkende over Slagelse Herred, som en erstatning for lenet.
Købstaden blev sin egen kommune ved vedtagelsen af Købstadskommunalloven fra og med 1869, da man indførte det danske kommunesystem for købstæderne. I 1970 blev købstaden, Tårnborg Kommune og Vemmelev-Hemmeshøj Kommune lagt sammen til den nye Korsør Kommune.

## Geografi
Korsør Købstadskommune omfattede pr. 1897 et areal på i alt 10,35 km², fordelt på to sogne, Halskov og Sankt Povls Sogn (inkl. Sprogø).

## Politik

### Valgresultater efter år
For mandatfordeling efter 1970, se politik i Korsør Kommune.
| 4 | 5 |

| 7 | 6 |

| 8 | 1 | 4 |

| 8 | 4 | 1 |

| 7 | 1 | 5 |

| 9 | 4 |

| 8 | 5 |

| 9 | 4 |

| 6 | 1 | 5 | 1 |

| 6 | 4 | 2 | 1 |

| 7 | 3 | 1 | 2 |

| 7 | 1 | 5 |

| 7 | 1 | 5 |

| 8 | 5 |

| 7 | 1 | 5 |